# Шеенки
Шеенки — село в Клепиковском районе Рязанской области в составе Алексеевского сельского поселения.

## География
Расположено на берегу реки Нарма.

## История
Согласно книге «Рязанская губерния. Список населённых мест по сведениям 1859 года» село Шеянки или Шеинки при реке Нарме Касимовского уезда Рязанской губернии — духовного ведомства. В селе имелась православная церковь. В 11 дворах проживали 31 мужчина и 44 женщины.

## Население
| 1859 | 1906 | 2010 |
| ---- | ---- | ---- |
| 75   | ↘47  | ↘2   |

## Известные люди
В селе родился магистр Санкт-Петербургской духовной академии Николай Ростиславов.
В селе в храме Святой Великомученицы Параскевы служил, умер и похоронен святой Русской православной церкви Александр Орлов.